# Ms.
Ms. (amerikanisch; Plural Mss. oder Mses.) oder Ms (britisch), gesprochen [ˈmɪz] mit stimmhaftem „s“ am Ende, ist eine englische Anredeform, die dem Familiennamen einer Frau vorangestellt wird, beispielsweise Ms. Wagner („Frau Wagner“). Die selten benutzte Pluralform von Ms. ist Mses. oder Mss.; anders als die traditionellen Anredeformen Miss (gesprochen [ˈmɪs] mit stimmlosem „s“, entspricht dem veralteten „Fräulein“) und Mrs./Mrs (ursprünglich von Mistress, gesprochen jedoch kurz [ˈmɪsɨz] oder [ˈmɪsɨs], daher deutsch auch als Misses geschrieben) lässt diese Anrede nicht erkennen, ob die damit angesprochene Frau verheiratet ist oder nicht. Dies entspricht somit der männlichen Anrede Mister (Mr. / Mr), die dies ebenfalls nicht erkennen lässt. Ab 2015 findet sich in englischsprachigen Wörterbüchern auch die geschlechtsneutrale, nichtbinäre Anredeform Mx. beziehungsweise Mx (im Deutschen nicht übersetzbar).

## Geschichte
Wenngleich heutzutage oft angenommen wird, die Form Ms. sei eine Wortschöpfung des modernen Feminismus, wurde die Anrede als Abkürzung von Mistress sporadisch bereits im 18. Jahrhundert verwendet. Als Mistress wurde im Englischen die Hausherrin bezeichnet, ohne Unterschied, ob diese verheiratet war oder nicht. Das Wort mistress selbst hat – je nach Kontext – auch die verschiedenen Bedeutungen des deutschen Worts „Mätresse“: Geliebte, Herrin, Gebieterin, Lehrerin.
Seit den 1970er-Jahren wurde die Anredeform Ms. beziehungsweise im britischen Raum Ms besonders im geschäftlichen Umfeld zunehmend zur Regel.

## Europäische Entsprechungen
In anderen europäischen Sprachen werden vergleichbare Anredeformen gebraucht, die für verheiratete und unverheiratete Frauen gleichermaßen gelten und die weiblichen Formen der jeweils landesüblichen männlichen Anrede sind – in Klammern dahinter stehen die veralteten und teils unerwünschten Formen für junge, unverheiratete Frauen:
- bulgarisch: … (gospóžica)
- deutsch: Frau (Fräulein)
- französisch: Madame (Mademoiselle)
- griechisch: kyria (despinis, despinida)
- italienisch: Signora (Signorina)
- lateinisch: domina (dominula, dominicella)
- litauisch: Panelė (…)
- niederländisch: Mevrouw ([Me]Juffrouw)
- portugiesisch: Senhora (Senhorita)
- spanisch: Señora (Señorita)
- rumänisch: Doamna (Domnişoara)
- polnisch: Pani (Panna)
- schwedisch: Fru (Fröken)
- tschechisch: Paní (Slečna)